# Mario Mattei
Mario Mattei, född 6 september 1792 i Pergola, Marche, död 7 oktober 1870 i Rom, var en italiensk kardinal och ärkebiskop som bland annat tjänstgjorde som kardinalkollegiets dekan. Han tillhörde den adliga familjen Mattei.

## Biografi

### Utbildning
Mattei studerade vid Collegio Ghislieri, ett teologiskt seminarium i Pavia. Han fortsatte därefter sina studier vid La Sapienza-universitetet i Rom, där han disputerade för doktorsgraden och blev juris utriusque doktor. Åren 1810–1812 studerade han vid Påvliga diplomatiska akademin. Han prästvigdes 1817.

### Karriär inom katolska kyrkan
Mattei blev 1832 upphöjd till kardinal av påven Gregorius XVI och samma år kardinaldiakon med Santa Maria in Aquiro som titeldiakonia. År 1842 blev Mattei kardinalpräst av Santa Maria delgi Angeli, en mindre basilika som är inkorporerad i Diocletianus termers tepidarium och frigidarium, belägen vid Piazza della Repubblica i Rione Castro Pretorio i Rom. 
År 1844 upphöjdes han till kardinalbiskop av Frascati, 1854 till kardinalbiskop av Porto e Santa Rufina och slutligen 1860 till kardinalbiskop av Ostria e Velletri, då han därtill tjänstgjorde som kardinalkollegiets dekan. Mattei utnämndes även till ärkepräst av Peterskyrkan, ett ämbete han innehade från 1843 fram till sin död 1870. Han var under två perioder camerlengo, "kammarherre", för kardinalkollegiet, 1834–1835 och 1848–1850
Mattei deltog i konklaven 1846, vid vilken Pius IX valdes till påve samt vid Första Vatikankonciliet 1869–1870, då påvens makt utökades genom dogmen om påvens ofelbarhet.  

### Familj
Mario Mattei tillhörde romerska adelsfamiljen Mattei, vars medlemmar innefattar åtta kardinaler.